# Кисунько Григорій Васильович
Кисунько Григорій Васильович (20 липня 1918, с. Більманка — 11 жовтня 1998, Москва) — фізик, спеціаліст у галузі радіоелектроніки, генерал-лейтенант (1967). Доктор технічних наук, член-кореспондент АН СРСР (1958; з 1991 — РАН). Герой Соціалістичної Праці (1956).

## Біографія
Народився в с. Більманка (нині село Більмацького району Запорізької області). Закінчив Ворошиловградський педагогічний інститут (1938). Займаючись науковою діяльністю, тісно співпрацював із військово-промисловим комплексом СРСР. Автор теорії радіохвильоводів і творець першої у світі протиракетної системи оборони. Основні праці в галузі радіотехніки та радіоелектроніки.
Лауреат Ленінської премії в галузі науки та техніки (1966). Депутат ВР СРСР 7-8-го скликань. Нагороджений двома орденами Леніна, орденом Червоної Зірки, медалями.

## Твори
- Спогади «Секретная зона». Исповедь Генерального конструктора. М.: Современник, 1996. — 510 с.: фото-ил. — (Жестокий век: Кремль и ракеты). ISBN 5-270-01879-9
- Збірка віршів «Да будет в мире вечный март» Самиздат, 1997